# Nipur

Nipur ou Nippur (sumério Nibru, acádio Niburu, "lugar de passagem") era uma importante cidade dos Sumérios onde estava o templo do seu deus principal, Enlil. Era abastecida com as águas do rio Eufrates através de um canal de irrigação conhecido como Quebar. 
Segundo a mitologia, Enlil escolheu este "Local de Passagem" para a sua residência quando foi expulso da sua primeira residência - O Edim - após ter cometido uma transgressão às ordens do deus Anu.

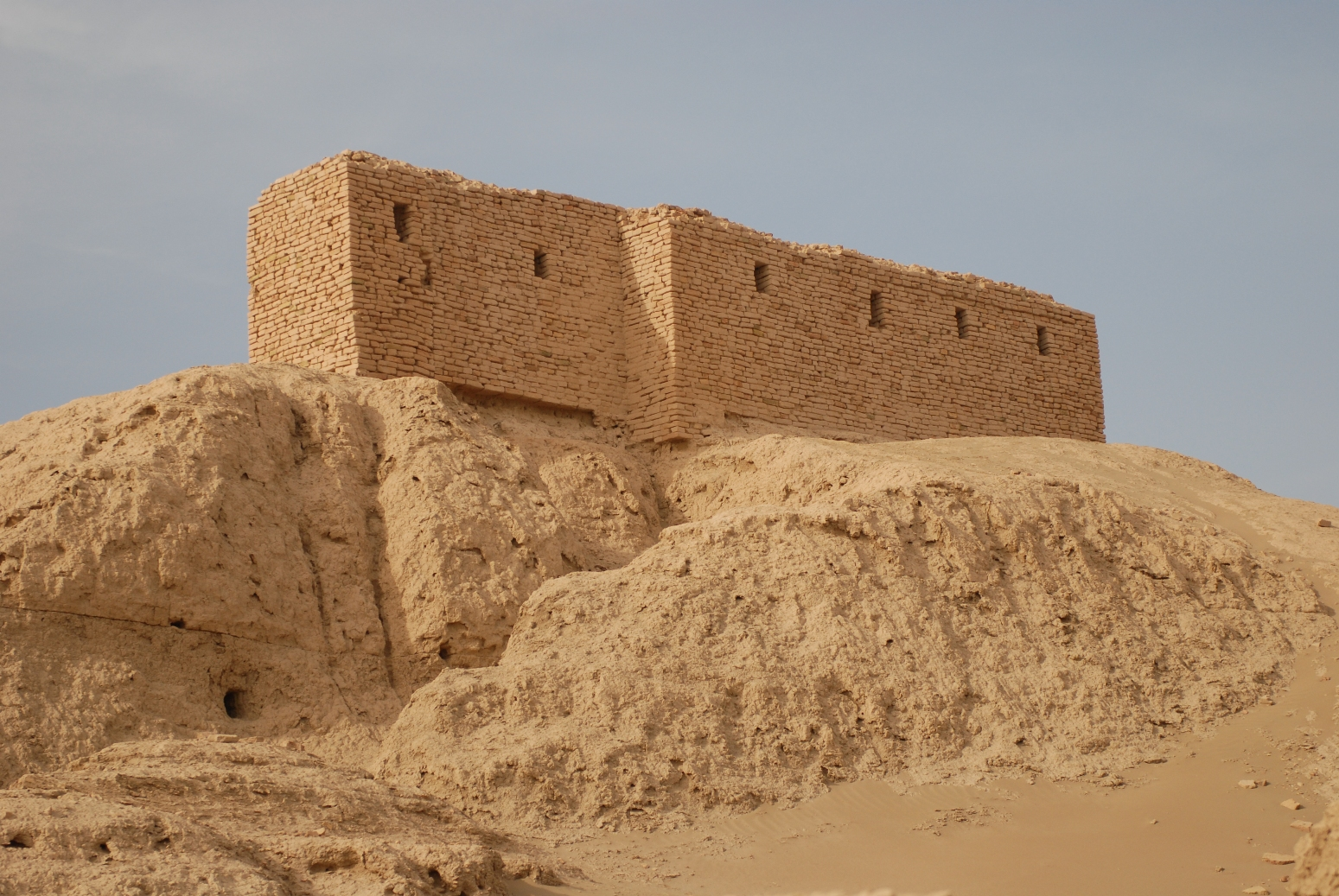
Ruínas de um templo em Nipur

Dentre as cidades mais importantes do território sumério estavam Eridu, Quis, Lagaxe, Uruque, Ur e Nipur.

## Arqueologia
Nippur foi escavado pela primeira vez, brevemente, por Sir Austen Henry Layard em 1851.